# 윤혜숙
윤혜숙(尹惠淑, 1983년 6월 19일 ~ )은 대한민국의 배구인이다. 포지션은 레프트이다. 현대건설에서 프로선수 생활을 시작하여 1번의 우승과 3번의 준우승을 하는게 기여하였다. 12-13시즌에는 기업은행에서 우승을 경험하기도 하였다.
13-14시즌에는 흥국생명 핑크스파이더스로 팀을 옮겨 전성기만큼은 아니지만 안정된 수비를 보여줬다. 시즌 종료 후에는 비치발리볼 선수로 전향하여 인천 아시안 게임에 출전하였다.

## 약력
- 2002년 수원 현대건설 힐스테이트 배구단 입단
- 2012년 화성 IBK기업은행 알토스 배구단 입단
- 2013년 인천 흥국생명 핑크스파이더스 배구단 입단

## 국가대표 경력
- 2009년 FIVB 월드그랜드챔피언스컵 국가대표
- 2010년 FIVB 세계 여자 배구 선수권 대회 국가대표
- 2011년 FIVB 배구 월드그랑프리 국가대표
- 2011년 아시아 여자 배구 선수권 대회 국가대표
- 2011년 여자 배구 월드컵 국가대표
- 2014년 아시안 게임 비치발리볼 국가대표

## 학력
- 동광초등학교
- 남성여자중학교
- 남성여자고등학교